# US-amerikanische Meisterschaften im Sommerbiathlon 2009
Die US-amerikanische Meisterschaften im Sommerbiathlon wurden vom 10. bis 12. Juli 2009 im Mt. Van Hoevenberg Biathlon Range in Lake Placid ausgetragen. Veranstalter waren die New York Biathlon Clubs und die Olympic Regional Development Authority. Die Wettkämpfe waren zugleich Qualifikation für die Sommerbiathlon-Weltmeisterschaften 2009 in Oberhof. Ausgetragen wurden jeweils Wettbewerbe im Crosslauf-Sprint, der Verfolgung und dem Massenstart für Frauen und Männer. Die Meisterschaften auf Rollski wurden bei separaten Titelkämpfen ausgetragen.
Für die WM-Qualifikation wurden die Ergebnisse in Prozente umgerechnet. Nach diesem Schlüssel qualifizierten sich bei den Männern Sam Morse, Douglas Hoover, Danny Fink und Jason Hettenbaugh für die WM, Keith Woodward war Ersatzmann und Anthony Rizzo trat bei der Junioren-WM an. Bei den Frauen hatten sich Stephanie Blackstone, die zugleich mit allen drei möglichen Titeln erfolgreichste Teilnehmerin war, und Ann Sick qualifiziert. Ann Sick verwies in der Qualifikation ihre Tochter Katie auf den dritten und damit nicht mehr qualifizierenden Platz.

## Männer

### Massenstart 6 km
| Platz | Name              | Fehler  | Zeit  |
| ----- | ----------------- | ------- | ----- |
| 1     | Sam Morse         | 2-2-3-3 | 27:29 |
| 2     | Keith Woodward    | 2-0-1-2 | 28:06 |
| 3     | Anthony Rizzo     | 4-1-2-3 | 28:20 |
| 4     | Danny Fink        | 2-1-2-1 | 28:35 |
| 5     | Douglas Hoover    | 2-0-2-1 | 28:51 |
| 6     | Jason Hettenbaugh | 3-1-3-3 | 30:42 |
| 7     | Marc Sheppard     | 2-4-2-2 | 31:14 |
| 8     | Sean Kato         | 2-3-3-4 | 31:31 |
| 9     | Sean Doherty      | 1-1-5-0 | 31:46 |
| 10    | Tyler Ludington   | 2-5-3-5 | 31:55 |

Datum: 10. Juli 2009

Am Start waren 31 US-amerikanische Biathleten und fünf Gaststarter aus Kanada. Der Kanadier Alexandre Drummond kam mit drei Schießfehlern in einer Zeit von 28:09 Minuten auf den dritten Rang.

### Sprint 4 km
| Platz | Name              | Fehler | Zeit  |
| ----- | ----------------- | ------ | ----- |
| 1     | Sam Morse         | 1-5    | 17:54 |
| 2     | Danny Fink        | 1-2    | 18:48 |
| 3     | Douglas Hoover    | 1-2    | 19:04 |
| 4     | Anthony Rizzo     | 2-4    | 19:05 |
| 5     | Jason Hettenbaugh | 2-3    | 19:11 |
| 6     | Marc Sheppard     | 1-2    | 19:22 |
| 7     | Tyler Ludington   | 1-5    | 19:49 |
| 8     | Sean Doherty      | 0-4    | 19:54 |
| 9     | Sean Kato         | 1-4    | 20:14 |
| 10    | Keith Woodward    | 3-3    | 20:17 |
| 10    | Duncan Douglas    | 4-5    | 21:02 |

Datum: 11. Juli 2009

Am Start waren 38 US-amerikanische Biathleten, drei Gaststarter aus Kanada und ein Starter aus Tschechien. Ein Starter erreichte das Ziel nicht.

### Verfolgung 6 km
| Platz | Name              | Fehler  | Zeit  |
| ----- | ----------------- | ------- | ----- |
| 1     | Duncan Douglas    | 0-1-2-2 | 26:43 |
| 2     | Douglas Hoover    | 0-0-2-0 | 27:18 |
| 3     | Anthony Rizzo     | 1-2-2-4 | 28:08 |
| 4     | Jason Hettenbaugh | 1-2-3-1 | 28:15 |
| 5     | Sam Morse         | 2-3-2-3 | 28:23 |
| 6     | Tyler Ludington   | 2-1-2-3 | 29:11 |
| 7     | Keith Woodward    | 1-2-4-1 | 29:13 |
| 8     | Marc Sheppard     | 1-0-3-2 | 29:19 |
| 9     | Danny Fink        | 2-4-3-2 | 30:14 |
| 10    | Sean Kato         | 2-1-4-0 | 30:28 |

Datum: 12. Juli 2009

Am Start waren 35 US-amerikanische Biathleten sowie zwei kanadische und ein tschechischer Gaststarter. Daniel Doherty und James Mattingly wurden nach IBU-Regel 5.5.1 disqualifiziert, Arie Niemi nach IBU-Regel 5.5.a mit einer zweiminütigen Zeitstrafe belegt. Drei qualifizierte Athleten traten nicht an. Der Sieger Duncan Douglas verbesserte sich vom elften Platz bis ganz nach vorn.

## Frauen

### Massenstart 5 km
| Platz | Name                 | Fehler  | Zeit  |
| ----- | -------------------- | ------- | ----- |
| 1     | Stephanie Blackstone | 5-2-3-2 | 31:00 |
| 2     | Katie Sick           | 2-2-3-5 | 34:03 |
| 3     | Patricia Zerfas      | 4-0-4-2 | 34:04 |
| 4     | Ann Sick             | 2-2-3-2 | 34:14 |
| 5     | Stephanie Holmes     | 1-5-3-3 | 41:30 |
| 6     | Hannah Sick          | 5-2-4-2 | 41:50 |
| 7     | Stephanie Saucy      | 3-1-4-2 | 42:04 |
| 8     | Patricia Driscoll    | 2-2-4-4 | 42:52 |
| 9     | Ellen Tidd           | 4-5-3-5 | 43:52 |
| 10    | Cindy Daly           | 1-1-3-3 | 53:52 |

Datum: 10. Juli 2009

Am Start waren zehn US-amerikanische Biathletinnen und drei Gaststarterinnen aus Kanada.

### Sprint 3 km
| Platz | Name                 | Fehler | Zeit  |
| ----- | -------------------- | ------ | ----- |
| 1     | Stephanie Blackstone | 3-3    | 18:00 |
| 2     | Ann Sick             | 1-2    | 19:28 |
| 3     | Katie Sick           | 2-4    | 20:14 |
| 4     | Hilary Saucy         | 1-3    | 20:47 |
| 5     | Patricia Zerfas      | 2-5    | 20:54 |
| 6     | Hannah Sick          | 3-3    | 23:14 |
| 7     | Patricia Driscoll    | 3-3    | 23:53 |
| 8     | Ellen Tidd           | 5-3    | 24:39 |
| 9     | Stephanie Holmes     | 4-4    | 24:41 |
| 10    | Stephanie Saucy      | 3-4    | 24:48 |
| 11    | Cindy Daly           | 2-5    | 32:15 |

Datum: 11. Juli 2009

Am Start waren elf US-amerikanische Biathletinnen und drei kanadische Gastläuferinnen.

### Verfolgung 5 km
| Platz | Name                 | Fehler  | Zeit  |
| ----- | -------------------- | ------- | ----- |
| 1     | Stephanie Blackstone | 0-5-3-4 | 31:02 |
| 2     | Ann Sick             | 0-0-3-1 | 31:41 |
| 3     | Katie Sick           | 3-3-3-5 | 34:56 |
| 4     | Ilke Vangenechten    | 4-1-1-2 | 36:30 |
| 5     | Patricia Zerfas      | 4-2-4-4 | 36:39 |
| 6     | Hilary Saucy         | 3-3-3-2 | 37:22 |
| 7     | Stephany Saucy       | 2-0-2-3 | 39:02 |
| 8     | Patricia Driscoll    | 1-3-3-4 | 41:04 |
| 9     | Stephany Holmes      | 1-5-4-3 | 41:29 |
| 10    | Hannah Sick          | 3-4-3-4 | 41:48 |
| 11    | Ellen Tidd           | 3-5-4-3 | 43:42 |
| 12    | Cindy Daly           | 4-2-5-2 | 55:19 |

Datum: 12. Juli 2009

Am Start waren 12 US-amerikanische Biathletinnen und zwei Gaststarterinnen aus Kanada.